# Gutland (film)
Pour l’article homonyme, voir Gutland.
Pour plus de détails, voir Fiche technique et Distribution.
Gutland est un drame fantastique réalisé en 2018 par Govinda Van Maele (lb). Il a été projeté le 8 septembre 2017 dans la section Découverte du Festival international du film de Toronto en 2017. Au Luxembourg, le film a été présenté pour la première fois au Luxembourg City Film Festival 2018.

## Fiche technique
- Titre : Gutland
- Réalisation : Govinda Van Maele (lb)
- Scénario : Govinda Van Maele
- Directeur de la photographie : Narayan Van Maele
- Musique :  Dominique Dépret
- Producteur : Govinda Van Maele, Gilles Chanial, Jean-Louis Schuller
- Distribution France : Next Film Distribution
- Pays d’origine :  Luxembourg
- Genre : drame, fantastique
- Dates de sortie :
  - Luxembourg : 2 mai 2018
  - Belgique : 12 septembre 2018
  - Allemagne : 3 mai 2018
  - France : 28 novembre 2018

## Distribution
- Vicky Krieps : Lucy Loschetter
- Frederick Lau : Jens Fauser
- Pit Bukowski : Marcel
- Gerdy Zint : Nikkel
- Leo Folschette : Arno Kleyer
- Gérard Blaschette  : Henrique Kleyer
- Martine Kohn : Fernande Loschetter
- Franco Ariete : Charel Schlosser

## Distinctions et sélections
- Lëtzebuerger Filmpräis 2018 : Prix du meilleur long métrage luxembourgeois de fiction ou d’animation
- Premiers Plans Angers 2018
- Offscreen 2018
- Rotterdam 2018
- Luxembourg City Film 2018
- Ostende 2018
- TIFF 2017